# إو. دبليو فيشر
إو. دبليو فيشر (بالألمانية: Otto Wilhelm Fischer)‏ هو مخرج وممثل نمساوي، ولد في 1 أبريل 1915 في النمسا، وتوفي في 29 يناير 2004 في سويسرا بسبب قصور كلوي. من الجوائز التي نالها جائزة رومي ‏.

## جوائز
- جائزة رومي [الإنجليزية]‏

## وصلات خارجية
- إو. دبليو فيشر على موقع IMDb (الإنجليزية)
- إو. دبليو فيشر على موقع مونزينجر (الألمانية)
- إو. دبليو فيشر على موقع ألو سيني (الفرنسية)
- إو. دبليو فيشر على موقع أول موفي (الإنجليزية)
- إو. دبليو فيشر على موقع قاعدة بيانات الأفلام السويدية (السويدية)
- إو. دبليو فيشر على موقع قاعدة بيانات الفيلم (الإنجليزية)
- إو. دبليو فيشر على موقع كينوبويسك (الروسية)